# Rosalind Elias
Rosalind Elias (Lowell, Massachusetts, EUA, 13 de març de 1930 – Nova York, 3 de maig de 2020) fou una mezzosoprano estatunidenca que va gaudir d'una carrera llarga i distingida al Metropolitan Opera de Nova York. És recordada com a creadora l'any 1958 del paper d'Erika de l'òpera Vanessa de Samuel Barber.

## Primes anys de vida
Rosalind Elias fou el tretzè fill, el més petit, d'una família libanesa establerta als Estatus Units d'Amèrica. Els seus pares, Shelaby Namay i Salem Elias, havien immigrat des de Beirut. El seu pare va treballar algun temps com a agent immobiliari. Rosalind acostumava escoltar les emissions dels dissabtes del Metropolitan Opera. El seu pare es va oposar inicialment a que Rosalind pugés a un escenari, però li va pagar els estudis de música. Ella va rebre les seves primeres lliçons de cant a Lowell de la professora Lillian Sullivan. Després va estudiar al Conservatori de Nova Anglaterra, a Boston. Va actuar amb l'Òpera de Nova Anglaterra entre 1948 i 1952.
Va marxar després a Itàlia a completar els seus estudis vocals a l'Acadèmia Nacional de Santa Cecília de Roma, amb Luigi Ricci i Nazzareno De Angelis. Sent encara una estudiant, va cantar el paper de Poppea de L'incoronazione di Poppea de Claudio Monteverdi i va cantar també amb l'Orquestra Simfònica de Boston. Va continuar els seus estudis al centre de música Tanglewood, a Massachusetts.

## Carrera

### Metropolitan Opera
Rosalind Elias va fer el seu debut al Metropolitan Opera com a Grimgerde en Die Walküre de Richard Wagner, el 23 de febrer de 1954. Hi va cantar un total de 687 representacions amb 54 rols diferents, incloent-ho els papers de Bersi d'Andrea Chénier d'Umberto Giordano, la funció de títol de Carmen de Georges Bizet, Rosina de Il barbiere di Siviglia de Gioachino Rossini, Laura de La Gioconda d'Amilcare Ponchielli, Suzuki de Madama Butterfly de Giacomo Puccini, Siebel de Faust de Charles Gounod, Nancy de Martha de Friedrich von Flotow, Cherubino i Marcellina de Les noces de Fígaro, de Wolfgang Amadeus Mozart, Dorabella de Così fan tutte de Mozart, Octavian de Der Rosenkavalier de Richard Strauss, Olga de Ievgueni Onegin de Piotr Ilitx Txaikovski, Marina de Borís Godunov de Modest Mússorgski, Fenena de Nabucco de Giuseppe Verdi, Azucena d'Il trovatore de Verdi, Amneris d'Aida de Verdi, Charlotte de Werther de Jules Massenet i el de la Bruixa de Hänsel und Gretel d'Engelbert Humperdinck. Va crear el paper d'Erika de l'òpera Vanessa de Samuel Barber en l'estrena del 15 de gener de 1958 i el paper de Charmian d'Antony and Cleopatra, del mateix compositor, en la inauguració del nou Metropolitan Opera del Lincoln Centre, el 16 de setembre de 1966.

### Altres teatres d'òpera i actuacions
Elias també va actuar fora els EUA, destacant la seva participació a La Cenerentola de Rossini amb l'Òpera Escocesa el 1970; en el paper de Carmen a l'Òpera Estatal de Viena el 1972, al Gran Teatre del Liceu de Barcelona el 1974, i en el paper de Baba el Turc de The Rake's Progress d'Ígor Stravinski al Glyndebourne Festival de 1975.
En l'àmbit de la transmissió en directe, destacà l'actuació d'Elias com a Betsabé en l'estrena de 1971, retransmesa per la CBS, de l'òpera And David Wept d'Ezra Laderman', sota la direcció d'Alfredo Antonini, on Elias va obtenir l'aclamació de la crítica.
Elias va fer nombrosos enregistraments, principalment pel segell RCA Victor durant la dècada del 1960, incloent-hi el paper de Cherubino de Les noces di Figaro amb direcció d'Erich Leinsdorf; Preziosilla de La forza del destino de Verdi i Laura de La Gioconda, ambdues amb Zinka Milanov, Giuseppe Di Stefano i Leonard Warren; Suzuki de Madama Butterfly en dues ocasions, la primera amb Anna Moffo el 1957 i amb Leontyne Price el 1962; Azucena d'Il trovatore també amb Leontyne Price, Richard Tucker, Giorgio Tozzi; Maddalena de Rigoletto de Verdi i el patge Meg de Falstaff de Verdi (ambdues amb direcció de Georg Solti el 1963); i Judith de A kékszakállú herceg vára (El castell de Barbablava) de Béla Bartók. Va ser la mezzosoprano/contralt solista en representacions de concert de Roméo et Juliette d'Hector Berlioz i el Rèquiem de Verdi. L'enregistrament de Les noces di Figaro amb direcció de Leinsdorf va guanyar un Grammy a la millor actuació clàssica, repartiment d'òpera o coral, al segons premis anuals Grammy, el 29 de novembre de 1959.
Al final de la seva carrera, Elias va interpretar el paper de la vella baronessa de Vanessa, primer representant l'òpera a l'Opéra de Montecarlo i més tard a l'Òpera de Los Angeles el 2004 i a l'Òpera de la Ciutat de Nova York el 2007.
Elias va interpretar el paper de Heidi Schiller en la reestrena del musical de 1971 Follies, de James Goldman i Stephen Sondheim, que va tenir lloc al Centre John F. Kennedy de les Arts Escèniques del 7 de maig de 2011 al 19 de juny de 2011. Va fer el seu debut a Broadway quan aquest musical va ser representat a continuació a Broadway, entre agost de 2011 i el 22 de gener de 2012.

### Dirigint
A finals del segle xx va començar a dirigir òperes, incloent-hi Carmen a l'Òpera de San Diego.

## Vida personal
Es va casar amb l'advocat i professor de dret libanès-estatunidenc Zyhayr Moghrabi el 1969. Van romandre casats fins a la mort del marit, el 2015.
Rosalind tenia el seu nom i el seu número de seguretat social tatuats a l'abdomen per si li succeïa algun accident.

### Mort
Elias, que havia estat diagnosticada d'insuficiència cardíaca l'any 2019, va ser ingressada a l'hospital Mount Sinai West de Nova York el 30 d'abril de 2020, en patir problemes respiratoris. Va morir pocs dies després, el 3 de maig, als 90 anys.

## Videografia
- James Levine's 25th Anniversary Metropolitan Opera Gala (1996), Deutsche Grammophon DVD, B0004602-09